# Руденко-Десняк, Александр Алексеевич
Александр Алексеевич Руденко-Десняк (6 июня 1936, Чернигов — 30 августа 2006, Москва) — украинский и российский журналист, общественный деятель.

## Биография
Сын украинского писателя Олексы Десняка.
Окончил факультет журналистики Московского университета. Долгие годы работал в редакциях центральных российских газет и телевидения, не разрывая духовной связи с Родиной и украинской культурой, много делая для ознакомления с ней российской общественности. Он является автором монографии о М. Стельмахе «Верность герою»; переводов на русский язык сочинений М. Хвылевого, В. Винниченко, И. Чендея, Ю. Мушкетика и других украинских писателей, множества литературно-критических статей. Написал также книгу «Комментарий к счастливой судьбе» (М.: Советский писатель, 1985), посвящённую творчеству Нодара Думбадзе.
Главный редактор журнала «Дружба народов». В конце 1980-х годов пришёл в украинское движение. Редактор газет «Український кур`єр», журнала «Український огляд», а с 1993 по 2005 год возглавлял Объединение украинцев России и Федеральную национально-культурную автономию украинцев России, впоследствии был почётным председателем этих организаций.
Заместитель директора Культурного центра Украины в Москве, начальник его отдела информации и диаспоры. Автор проекта «Диаспора», который позитивно повлиял на объединение российских украинцев.
Был председателем Конгресса национальных объединений России, вошедшего в 1995 году в избирательный блок «Демократический выбор России — Объединённые демократы» вместе с партией Демократический выбор России.

## Награды
- Орден «За заслуги» III степени (15 августа 2001 года, Украина) — за весомый личный вклад в подъём международного авторитета Украины, укрепление сотрудничества и дружественных связей с исторической Родиной и по случаю 10-й годовщины независимости Украины[1]

## Основные публикации
- «Пределы видимости». Заметки о документальном телефильме последних лет. М., «Искусство», 1973, 144 стр.
- «Верность герою». Размышления о прозе Михаила Стельмаха. М., «Советский писатель», 1980, 320 стр.
- «Комментарий к счастливой судьбе». О творчестве Нодара Думбадзе. М., «Советский писатель», 1985, 304 стр.
- «Грузинские портреты». Тбилиси, «Мерани», 1989, 196 стр.

Основные переводы:
- М. Хвылевый. «Синие этюды». Предисловие переводчика. М., «Советский писатель», 1990, 494 стр.
- М. Хвылевый. «Синий ноябрь». Послесловие переводчика. М., Изд-во «Известия», 1991, 636 стр.
- В. Винниченко. Из дневников. 1920-й год. Журнал «Дружба народов», № 12, 1989. 161—205 стр.
- В. Винниченко. «Золотые россыпи». Роман. Послесловие переводчика. Минск-Москва, «Полифакт»,1991, 138 стр.